# Quận 11
Quận 11 (Nederlands: District 11) is een van de negentien quận van Ho Chi Minhstad. Quận 11 ligt in het centrum van Ho Chi Minhstad aan de westelijke oever van de Sài Gòn. De enige renbaan van Vietnam, de Phú Thọrenbaan, ligt in Quận 11, evenals het Attractiepark Đầm Sen.

## Bestuurlijke eenheden
Quận 11 is onderverdeeld in meerdere bestuurlijke eenheden. De Phường genummerd zijn van één tot en met zestien.
- Phường 1
- Phường 2
- Phường 3
- Phường 4
- Phường 5
- Phường 6
- Phường 7
- Phường 8
- Phường 9
- Phường 10
- Phường 11
- Phường 12
- Phường 13
- Phường 14
- Phường 15
- Phường 16